# Núpstindur
Núpstindur är en bergstopp i republiken Island. Den ligger i regionen Austurland, 400 km öster om huvudstaden Reykjavík. Toppen på Núpstindur är 779 meter över havet.
Närmaste större samhälle är Djúpivogur, omkring 12 kilometer sydväst om Núpstindur.